# Rural Free Delivery (EP)
Rural Free Delivery je EP alt country grupe Whiskeytown, objavljen 1997.

## Popis pjesama
1. Take Your Guns To Town - 2:30
2. Nervous Breakdown - 2:20
3. Tennessee Square - 3:03
4. Captain Smith - 2:11
5. Macon, Georgia County Line - 2:30
6. Pawnshop Ain't No Place For A Wedding Ring - 4:33
7. Oklahoma - 2:56
8. Angels Are Messengers From God - 4:06